# Discorso sull'origine e i fondamenti della diseguaglianza tra gli uomini
Il Discorso sull'origine e i fondamenti dell'ineguaglianza tra gli uomini (Discours sur l'origine et les fondements de l'inégalité parmi les hommes) è un testo scritto da Jean-Jacques Rousseau, pubblicato in Francia nel 1755. È anche noto col titolo più breve di Discorso sull'ineguaglianza o Origine della disuguaglianza.
Occasione della sua pubblicazione fu un concorso bandito dall'Accademia di Digione. Già nel 1750 lo stesso istituto aveva bandito un concorso sul seguente tema: "Se il progresso delle scienze e delle arti abbia contribuito a migliorare i costumi". Per l'occasione Rousseau scrisse quello che poi sarebbe stato pubblicato (lo stesso anno) come Discorso sulle scienze e le arti, in cui rispondeva negativamente alla questione: le scienze e le arti non avevano apportato benefici all'umanità. Il contributo valse a Rousseau il primo premio e una fama notevole. 
Qualche anno dopo l'Accademia propose una nuova questione: "Qual è l'origine dell'ineguaglianza tra gli uomini e se essa sia autorizzata dalla legge naturale". Rousseau compilò la sua risposta tra il 1753 e il 1754, pubblicandola poi nel 1755, col titolo, appunto, di "Discorso sull'origine e i fondamenti dell'ineguaglianza tra gli uomini". Nonostante non avesse ottenuto nuovamente il primo premio, anche questo Discorso ebbe comunque una notevole risonanza.

## Contenuti
Nel Discorso sull'ineguaglianza, Rousseau afferma con decisione che questa non abbia origine nello stato di natura, ma che si sia generata assieme alla formazione della società, e che sia al contempo illegittima e dannosa per la moralità e per il benessere dell'umanità: "Il primo che, avendo cintato un terreno, pensò di dire questo è mio e trovò delle persone abbastanza stupide da credergli fu il vero fondatore della società civile. Quanti delitti, quanti assassinii, quante miserie ed errori avrebbe risparmiato al genere umano chi, strappando i pioli o colmando il fossato, avesse gridato ai suoi simili: guardatevi dal dare ascolto a questo impostore! Se dimenticate che i frutti sono di tutti e la terra non è di nessuno, siete perduti!"
Rousseau contrappone nettamente uno stato di natura in cui l'uomo, autosufficiente e isolato rispetto ai suoi simili, è spontaneamente buono e in armonia rispetto a se stesso e all'ambiente circostante, ad uno stato civile dominato dalla competizione, dalla falsità, dall'oppressione e dai bisogni superflui, a cui l'individuo si adatterà acquisendo tali fattori sociali. Auspica quindi, nella conclusione, che si possa, senza dover necessariamente tornare allo stato di natura (anche perché non ne saremmo più capaci), costruire uno stato civile giusto che emendi i danni morali e materiali in cui l'uomo si dibatte: un progetto che sarà concretamente analizzato ed esposto nel Contratto sociale.
Il libro è preceduto da una dedica di Rousseau ai cittadini di Ginevra, sua città natale cui si sentì sempre profondamente legato, e da una prefazione in cui l'autore espone i principî che guidano il Discorso e in cosa si differenzi da altri pensatori che hanno affrontato lo stesso tema. Il libro vero e proprio è composto da una breve introduzione, e quindi diviso in due parti: nella prima Rousseau presenta l'ipotetica condizione dell'uomo nello stato di natura e il modo in cui, lentamente, se ne è allontanato; nella seconda, invece, analizza il modo in cui dallo stato di natura si è infine passati alla società civile, tramite l'istituzione della proprietà privata e infine delle leggi e dei governi. Al libro si aggiunge una serie piuttosto consistente di note dello stesso autore, aggiunte in seguito o durante la composizione del Discorso.
Solitamente le edizioni contemporanee del Discorso sull'ineguaglianza riportano anche, in appendice, una lettera indirizzata a Rousseau, in cui Voltaire critica fortemente il testo, definendolo "libro contro il genere umano". Alla lettera di Voltaire segue una breve controreplica di Rousseau.

### Prefazione e introduzione
Nella prefazione Rousseau afferma che per comprendere il senso della diseguaglianza tra gli uomini deve essere innanzi tutto compresa la natura dell'uomo nella sua originarietà, in quanto l'ineguaglianza si è sviluppata man mano che l'uomo si è allontanato dalla sua condizione naturale.
Rousseau afferma che c'è accordo tra i pensatori sul fatto che gli uomini, per natura, sono tutti uguali. C'è tuttavia un forte disaccordo su cosa siano le leggi di natura, perché spesso queste vengono definite sulla base di principî astratti e metafisici, estranei all'uomo nella sua naturalità. I filosofi, infatti, tenderebbero a trasferire nell'uomo di natura caratteristiche, pensieri ed azioni tipici dell'uomo sociale; nell'uomo naturale, invece, secondo Rousseau agiscono due principî che precedono la ragione:
- il principio dell'autoconservazione.
- ripugnanza naturale nel vedere soffrire esseri sensibili e in particolare i proprî simili.

La socievolezza è esclusa dalle caratteristiche dell'uomo naturale. Secondo Rousseau, come detto, il principale errore compiuto da chi ha riflettuto sull'uomo nello stato di natura è stato proprio quello di proiettare su quello caratteristiche proprie dell'uomo nello stato civile, quali ad esempio la socievolezza, la ragione o l'aggressività verso i suoi simili. In realtà, per Rousseau, finché l'uomo non oppone resistenza alle sue due tendenze naturali non gli succederà mai di provare sentimenti di odio verso un suo simile e, anche qualora dovesse attaccarlo, sarebbe solo per motivi di sopravvivenza.
Infine, nonostante Rousseau ponga una differenza tra l'uomo e gli altri animali, afferma che questi, essendo sensibili, partecipano in un certo modo del diritto naturale, e dunque meritino di non essere maltrattati inutilmente.
Nell'introduzione vien detto che esistono due tipi di diseguaglianze tra gli uomini:
- Diseguaglianza naturale, che riguarda unicamente delle minime differenze fisiche.
- Diseguaglianza morale, derivata dalla società, consistente in privilegi.

La prima non ha bisogno di essere spiegata o legittimata; obiettivo del Discorso di Rousseau è invece spiegare l'origine della seconda.
Rousseau ribadisce quindi che molti pensatori sbaglino nel trasporre sull'uomo di natura caratteri propri dell'uomo in società (avidità, orgoglio, ragione, istituzioni politiche); e che il suo disegno dell'uomo nello stato di natura è una congettura senza pretese di ricostruzione realistica.

### Prima parte
L'uomo spogliato di tutti i propri caratteri non naturali è un uomo isolato dai suoi simili, autosufficiente e dal corpo reso robusto nel confronto con la natura. La debolezza fisica, difatti, deriva dall'uso degli strumenti e dagli agi della civiltà: anche gli animali domestici sono di gran lunga più deboli degli animali selvatici. Non è un male, dunque, che l'uomo in natura sia privo di strumenti, anzi, sono proprio gli strumenti a rovinarne la sana costituzione fisica e morale. L'uomo selvaggio, inoltre, non ha da temere nulla dagli animali: o è più forte di loro, o più scaltro o, quando non lo sia, ha sempre modo di sfuggirne.
La natura è spontaneamente fertile, risponde interamente ai bisogni dell'uomo e non è soggetta a bruschi cambiamenti, che avvengono solo molto di rado. Dall'altra parte i bisogni dell'uomo sono ridotti al minimo: il cibo per sfamarsi, una donna per soddisfare l'istinto sessuale, e il tempo per riposare. La morte non è un terrore dal momento che non si ha un'idea di futuro, è accolta dai vecchi con serenità, si muore quasi senza accorgersene. Anche le malattie non sono un problema, dato che la maggior parte di esse derivano dai lussi e dalle fatiche eccessive proprie della vita civile. La natura ha destinato l'uomo a essere sano, senza bisogno di farmaci o medici.
Dal punto di vista fisico, l'uomo è una macchina, al pari degli altri animali. Due notevoli caratteristiche, tuttavia, lo differenziano:
- Il libero arbitrio (che in Rousseau è da intendersi come capacità di volere).
- La capacità di perfezionarsi. L'animale non muta mai, l'uomo invece può perfezionarsi: questa è la causa al contempo di tutti i progressi e le corruzioni propri della civiltà.

Contrariamente alle opinioni di altri filosofi dell'epoca, Rousseau concede anche agli animali la possibilità di avere delle idee, seppur in forma minore rispetto all'uomo.
L'uomo selvaggio è privo di ragione, ha solo passioni, ma sono passioni moderate e limitate: i suoi desideri non oltrepassano i bisogni fisici e naturali (il cibo, una femmina, il riposo). L'uomo selvaggio non pensa all'avvenire, la mattina non ha idea di quel che gli servirà la sera. Detesta lavorare e faticare oltre il necessario. Non ha bisogno di principî filosofici e nemmeno di parlare, in quanto vive isolato. Non ha neppure istinto sociale, poiché riesce da solo a ricavare dalla natura tutto quello di cui ha bisogno.
È falso affermare che questa sia una condizione infelice. L'uomo selvaggio è libero, autosufficiente, sereno e sano; sono gli uomini civili a lamentarsi costantemente della propria condizione, mentre non si è mai sentito di un selvaggio che sia stanco della vita o abbia tentato di uccidersi.
L'uomo selvaggio non è malvagio e non ritiene di avere diritto su tutto, come invece affermato da Hobbes. L'errore di Hobbes è stato quello di proiettare nello stato di natura passioni proprie dell'uomo civile, come l'orgoglio e la vanità. Inoltre, Hobbes non considera la pietà, cioè l'incapacità naturale che ha l'uomo (e anche diversi animali) di veder soffrire il proprio simile. Sono la pietà e l'amore di sé che, agendo insieme, contribuiscono a preservare la specie umana lungo il tempo. Sono il vivere in società e la riflessione che minano ed erodono la naturale pietà verso gli altri.
Nello stato di natura possono esserci anche degli scontri, ma si tratta di minime liti per soddisfare qualche desiderio immediato (una preda, una femmina) che si spengono immediatamente con un vincitore e uno che se ne va a cercare un'altra femmina o un'altra preda senza neanche ripensare a quanto è accaduto. Non esistendo i concetti di orgoglio e oltraggio, ed essendo la natura feconda, non c'è necessità di conflitti intensi, prolungati o sanguinosi. Chi viene sconfitto nella lite non coltiva sentimenti di rivalsa ed è in grado di riottenere dalla natura ciò che desidera.
L'amore è vissuto al livello della pura soddisfazione fisica: per l'uomo selvaggio una femmina vale l'altra e l'incontro dura il tempo necessario per soddisfare l'istinto d'accoppiamento. L'amore sentimentale, vissuto come scelta di una donna particolare, è frutto della vita in società.
In conclusione, l'uomo in natura è un uomo privo di cultura e privo di storia. Non conosce alcuna forma di progresso o di differenza temporale. È la società a produrre le diseguaglianze o ad ampliare quelle minime esistenti in natura.

### Seconda parte
La società e tutti i suoi mali (guerre, delitti, miserie) nascono dalla proprietà privata. Questo è però solo l'ultimo anello in una lunga catena di eventi.
Le minime difficoltà della natura (di origine geografica, climatica, stagionale), unite all'incremento di popolazione, portano all'uso di strumenti. Inoltre, a confronto con le differenze presenti in natura, l'uomo comincia a ragionare per relazioni (grande-piccolo, alto-basso...) e a riflettere sulla propria superiorità rispetto agli altri animali; riflessione che in seguito lo porterà a considerarsi superiore anche ai propri simili.
I rari incontri con altri uomini, invece, lo portano a congetturare che questi ultimi siano simili a lui non solo come aspetto esteriore. Nascono minime associazioni provvisorie di uomini volte a fini comuni, come la cattura di prede; associazioni che si sciolgono immediatamente esaurito il loro compito.
L'uso degli strumenti porta alla costruzione delle prime abitazioni. Poiché l'abitazione è una prima forma di proprietà, forse, a questo punto, possono esserci stati dei piccoli conflitti per i ripari, ma sono risolti rapidamente: chi perde la sua abitazione se ne costruisce un'altra, senza alcun rancore. Nella natura c'è ancora spazio per tutti. Le abitazioni portano alla nascita delle prime famiglie e, di conseguenza, all'abitudine a frequentarsi, ai sentimenti di amore coniugale e paterno e ai primi abbozzi di linguaggio. Soprattutto, nascono i primi agi, beni originariamente superflui di cui l'uomo tuttavia non riesce a fare a meno una volta che ci si è abituato, ma nemmeno ad apprezzarli più per soddisfazione. Gli agi diventano al contempo indispensabili ma incapaci di soddisfarlo del tutto, reclamandone sempre di nuovi.
Nascono le prime unioni di famiglie, ovvero le nazioni. L'amore comincia a superare il livello della soddisfazione fisica, assume caratteri morali, sentimentali, di preferenza e fissazione. Ne derivano le prime gelosie e scontri feroci e sanguinosi. Dalla costante frequentazione reciproca tra gli uomini nascono la stima e l'apprezzamento, e il desiderio di essere stimati dagli altri; nascono così l'orgoglio, la vanità, il senso dell'oltraggio e la necessità di vendetta. I conflitti tra individui si fanno duraturi e feroci, e la pietà naturale esige di essere corretta tramite leggi e punizioni.
Tuttavia questo è il periodo migliore per l'umanità, un'età dell'oro fatta di equilibrio, di giusta distanza tra la barbarie e la civiltà, tra l'indolenza delle origini e la frenesia del progresso. L'umanità era stata fatta per restarvi per sempre.
Si tratta di un'epoca in cui ognuno può ancora svolgere il proprio lavoro indipendentemente. Ma con la proprietà privata nasce anche la divisione del lavoro, che pone termine all'indipendenza degli individui.
La proprietà privata nasce con l'invenzione della metallurgia e dell'agricoltura: sono necessarie entrambe per la formazione di una civiltà. Il punto è che sono necessari molti uomini per la lavorazione del metallo, che necessitano di essere sfamati da chi coltiva i campi. Inoltre, le due attività si alimentano a vicenda: il metallo permette un'agricoltura più produttiva, e maggior cibo permette a più persone di lavorare al metallo. Nasce l'interdipendenza. Dall'agricoltura segue la divisione delle terre. A questo punto subentrano le differenze individuali, di capacità e ingegno, che permettono ad alcuni di produrre di più e ad altri di meno. Nascono i poveri e i ricchi.
Nasce, in seguito, anche la necessità di apparire: per il proprio vantaggio devono essere simulate qualità di cui si è privi, qualità valutate positivamente dalla pubblica opinione. Si diventa schiavi degli altri e delle altrui opinioni, soggette tra l'altro al mutare delle mode.
Oltre a poveri e ricchi c'è anche chi, avendo conservato la mentalità naturale, è stato escluso dalla spartizione delle terre: ne derivano rapine, violenze, oppressione e dominio. Partendo dall'eguaglianza si è così arrivati al disordine e al diritto del più forte, cioè a uno stato di guerra permanente. C'è la necessità di una soluzione, necessità sentita in primo luogo dai più ricchi, che hanno di più da perdere. Sono quindi i ricchi a proporre l'istituzione del diritto, ingannando i poveri perché il diritto non garantisce tanto la sicurezza degli individui quanto legalizza uno stato di fatto di diseguaglianza. Nati col diritto, gli stati nazionali si diffondono in tutto il mondo, ed entrano quindi in guerra tra loro. Tra gli stati permane tuttora una condizione priva di diritto, senza alcun freno.
C'è chi afferma che le leggi nascano dall'unione dei deboli contro i forti, ma non è così. Sono i ricchi a proporle, perché sono questi che rischiano di più dall'assenza di leggi, mentre i poveri non avrebbero nulla da perderci, se non la libertà, che è il bene più prezioso.
Le leggi tuttavia necessitano di magistrati e capi che le facciano rispettare. Sbaglia chi afferma che l'istituzione del potere dei capi preceda l'istituzione delle leggi (il riferimento implicito di Rousseau è sempre a Hobbes); sbaglia anche chi afferma che l'autorità del governo derivi da quella paterna: nulla è più lontano dal dispotismo dell'autorità paterna (qui la critica è invece rivolta a Robert Filmer, il quale sosteneva che l'autorità paterna fungesse da modello alla monarchia e la giustificasse). Non si può quindi immaginare una istituzione volontaria della tirannide, anche perché non è possibile privarsi della propria libertà: sarebbe come privarsi della propria umanità. Con l'istituzione della magistratura la prima importante diseguaglianza tra gli uomini, quella che li divideva in ricchi e poveri, si trasforma nella diseguaglianza tra potenti e deboli; i potenti si vedono legittimare la loro proprietà (che fino a questo momento detenevano solo per un atto di forza) e i deboli si vedono togliere la loro possibilità di annullare la diseguaglianza. 
Il contratto stipulato tra il popolo e i suoi capi è posteriore alle leggi, dovrebbe servire per garantirle, ed è revocabile (in questo Rousseau è dunque d'accordo con Locke e si oppone nuovamente a Hobbes).
Le magistrature e le cariche dei capi del popolo, inizialmente elettive, generano continue lotte e dispute per le successioni. Per evitarlo, diventano ereditarie, aprendo però così la strada all'arbitrio. Col passaggio dalle cariche elettive alle cariche arbitrarie la diseguaglianza fondamentale (ricchi/poveri, potenti/deboli) subisce un'altra trasformazione: la diseguaglianza tra padroni e servi.
I passaggi dalla proprietà privata alle leggi, dalle leggi alle cariche elettive, e infine a quelle ereditarie dovrebbero essere teoricamente dei rimedi contro gli abusi di potere, ma in realtà si confermano come nuove occasioni per ulteriori abusi. Questo perché le leggi e le istituzioni tentano di frenare gli uomini senza cambiarli, senza tentare di sradicarne i vizî sorti in loro con il progressivo allontanamento dalla condizione originaria.
Le distinzioni politiche incrementano le ineguaglianze, fomentando l'arrivismo di cui a loro volta si nutrono. La peggiore di tutte le diseguaglianze rimane tuttavia la ricchezza: per valutare quanto una società si sia allontanata dallo stato di natura è sufficiente considerare le differenze di ricchezza tra i suoi cittadini; queste però affondano le radici nella smania per il riconoscimento, cioè per la stima dell'opinione pubblica.
L'estrema diseguaglianza porta a una società fatta di guerra, miseria e menzogna. L'esito finale è l'avvento del dispotismo. Come se l'ipotetico processo storico descritto fosse una spirale discendente, alla fine di esso tutti gli uomini tornano uguali, come nello stato di natura, con la differenza fondamentale che ora sono tutti privi di tutto, obbligati a seguire non la propria volontà ma quella del despota, che a questo punto governa solo in virtù della propria forza e non del diritto. Ora il contratto che regge il governo può considerarsi sciolto, e i cittadini hanno il pieno diritto di rovesciare il despota. Ciò nonostante non possono più tornare indietro allo stato di natura, dal momento che le passioni svegliate nel processo non sono più sopibili.
In conclusione, l'uomo nella società civile è quanto di più lontano ci possa essere dall'uomo selvaggio. L'uomo selvaggio è placido, sereno e desidera unicamente una vita libera e pacifica. Il cittadino invece è perennemente attivo, si tormenta alla ricerca di beni che non gli daranno la felicità e si umilia di fronte a padroni che odia.
Il selvaggio vive costantemente in sé stesso, mentre l'uomo civile vive costantemente fuori di sé, all'interno dell'opinione altrui.
È così dimostrato che qualunque diseguaglianza di origine morale, cioè artificiale e indotta dalla società, non può essere considerata legittima fintantoché - e quanto più - si allontana dalla diseguaglianza fisica presente in natura tra gli uomini.